# Oliver Daemen
Oliver Daemen (* 20. August 2002 in Oisterwijk) ist ein niederländischer Weltraumtourist, der am 20. Juli 2021 im Alter von 18 Jahren an dem ersten rein touristischen Raumflug, der Mission New Shepard NS-16 des Unternehmens Blue Origin, teilnahm und dabei 74 Sekunden im Weltraum verbrachte. Damit ist er der jüngste Raumfahrer.

## Leben
Daemen wurde als Sohn von Joes Daemen und Eline Daemen Dekker in Tilburg geboren und besuchte dort das Odulphuslyceum, das er im Dezember 2020 abschloss. 2021 erwarb er einen Pilotenschein in Spanien, im September 2021 begann er ein Studium in Physik und Innovationsmanagement an der Universität Utrecht. Er hat eine Schwester.

## Raumflug
Die Firma Blue Origin des Milliardärs Jeff Bezos versteigerte im Mai 2021 einen Sitz auf ihrem ersten bemannten Suborbitalflug, der für 28 Millionen US-Dollar von dem chinesischen Krypto-Unternehmer Justin Sun gekauft wurde. Nachdem Sun wegen eines Terminkonfliktes absagte und auf einer zukünftigen Mission fliegen wollte, wurde der Platz an den Zweitbietenden, Daemens Vater (einen Hedgefondsmanager und CEO von Somerset Capital Partners mit einem Vermögen zwischen 500 Millionen und 1,2 Milliarden US-Dollar), vergeben. Dieser überließ den Platz seinem weltraumbegeisterten Sohn Oliver, was am 15. Juli 2021 bekanntgegeben wurde. Joes Daemen selbst wurde erst eine Woche vor dem Start benachrichtigt. Ursprünglich hatte er an Blue Origins zweitem bemannten Start teilnehmen sollen. Dadurch wurde Daemen zu Blue Origins erstem Kunden (die anderen drei Plätze wurden vergeben) und zur achten Person, deren Raumflug privat bezahlt wurde (davon der erste Suborbitalflug).
Nach 14 Stunden Training an zwei Tagen startete Daemen am 20. Juli 2021 um 9:11 Uhr Ortszeit mit einer New-Shepard-Rakete vom Weltraumbahnhof Corn Ranch in Texas. Mit ihm in der Kapsel RSS First Step waren der Blue-Origin-Gründer Jeff Bezos, dessen Halbbruder Mark Bezos sowie die Pilotin und Raumfahrtpionierin Wally Funk, die von Blue Origin eingeladen worden war. Es wurde eine Höhe von 106 km erreicht. Der Flug dauerte 10:10 Minuten, wovon 6:01 Minuten in Schwerelosigkeit (drei davon ohne Gurt) und 74 Sekunden oberhalb von 100 km, der international anerkannten Grenze zum Weltraum (Kármán-Linie), verbracht wurden. Der Booster trennte sich nach zweieinhalb Minuten von der Kapsel und landete eigenständig, die Kapsel landete mit Fallschirmen in der Wüste.
Durch den Flug wurde Daemen zum ersten Teenager und zur ersten im 21. Jahrhundert geborenen Person im Weltraum. Mit 18 Jahren unterbot er den Rekord des bisher jüngsten Raumfahrers German Titow, der 1961 mit 25 Jahren in den Weltraum geflogen war. Er war mehr als 17 Jahre jünger als der zum Zeitpunkt seines Starts jüngste Raumfahrer, der 1985 geborene Iwan Wagner. Gleichzeitig mit Daemen stellte Wally Funk mit 82 Jahren einen neuen Rekord für die älteste Person im Weltraum auf. Zusätzlich ist Daemon der dritte beziehungsweise nach Herkunft vierte niederländische Raumfahrer. Weltraumtouristen wurden damals von der US-Luftfahrtbehörde Federal Aviation Administration als „kommerzielle Astronauten“ eingestuft. Als Auszeichnung bekam Daemen von der FAA die Commercial Space Astronaut Wings.